# Лейбористська партія (Ірландія)
Лейбористська партія (ірл. Páirtí an Lucht Oibre) — друга (з 2011 року) за розміром парламентської фракції партія Ірландської республіки, що дотримується соціал-демократичного спрямування. Була заснована Джеймсом Коннолі і Джимом Ларкіним в 1912 як політичне крило ірландського профспілкового руху на марксистських і синдикалістських принципах, потім істотно зрушила до центру. Неодноразово брала участь в урядових коаліціях, переважно разом з Фіне Гел.